# Обчуга (река)
Обчуга, Полянка (бел. Абчуга) — река в Белоруссии, протекает по территории Толочинского района Витебской области и Крупского района Минской области. Правый приток Бобра (бассейн Днепра). Длина реки составляет 14 км, площадь водосборного бассейна — 64 км². Средний наклон водной поверхности 1,1 м/км. 
Начинается возле деревни Литвяки Толочинского района, течёт на юго-запад. Устье реки расположено возле деревни Обчуга Крупского района. В верхнем течении канализирована. По берегам реки произрастают еловые леса.